# Porte-bonheur
 (septembre 2024).
Si vous disposez d'ouvrages ou d'articles de référence ou si vous connaissez des sites web de qualité traitant du thème abordé ici, merci de compléter l'article en donnant les références utiles à sa vérifiabilité et en les liant à la section « Notes et références ».
 (septembre 2024).
La mise en forme du texte ne suit pas les recommandations de Wikipédia : il faut le « wikifier ».
Les points d'amélioration suivants sont les cas les plus fréquents. Le détail des points à revoir est peut-être précisé sur la page de discussion.
- Les titres sont pré-formatés par le logiciel. Ils ne sont ni en capitales, ni en gras.
- Le texte ne doit pas être écrit en capitales (les noms de famille non plus), ni en gras, ni en italique, ni en « petit »…
- Le gras n'est utilisé que pour surligner le titre de l'article dans l'introduction, une seule fois.
- L'italique est rarement utilisé : mots en langue étrangère, titres d'œuvres, noms de bateaux, etc.
- Les citations ne sont pas en italique mais en corps de texte normal. Elles sont entourées par des guillemets français : « et ».
- Les listes à puces sont à éviter, des paragraphes rédigés étant largement préférés. Les tableaux sont à réserver à la présentation de données structurées (résultats, etc.).
- Les appels de note de bas de page (petits chiffres en exposant, introduits par l'outil «  Source ») sont à placer entre la fin de phrase et le point final[comme ça].
- Les liens internes (vers d'autres articles de Wikipédia) sont à choisir avec parcimonie. Créez des liens vers des articles approfondissant le sujet. Les termes génériques sans rapport avec le sujet sont à éviter, ainsi que les répétitions de liens vers un même terme.
- Les liens externes sont à placer uniquement dans une section « Liens externes », à la fin de l'article. Ces liens sont à choisir avec parcimonie suivant les règles définies. Si un lien sert de source à l'article, son insertion dans le texte est à faire par les notes de bas de page.
- La présentation des références doit suivre les conventions bibliographiques. Il est recommandé d'utiliser les modèles {{Ouvrage}}, {{Chapitre}}, {{Article}}, {{Lien web}} et/ou {{Bibliographie}}. Le mode d'édition visuel peut mettre en forme automatiquement les références.
- Insérer une infobox (cadre d'informations à droite) n'est pas obligatoire pour parachever la mise en page.

Pour une aide détaillée, merci de consulter Aide:Wikification.
Si vous pensez que ces points ont été résolus, vous pouvez retirer ce bandeau et améliorer la mise en forme d'un autre article.
Un porte-bonheur est un objet censé porter chance à son propriétaire.

## Liste de porte-bonheur en Afrique
- La khamsa ou hamsa
- la queue de poisson
- le coquillage cauris

## Liste de porte-bonheur en Asie

### Monde turco-mongol
- Nazar boncuk, protège contre le mauvais œil.

### En Chine
- L'enveloppe rouge
- Le nœud chinois (un des ashtamangala)
- La paire de poissons (également un des ashtamangala)
- Le chou chinois, apportant la prospérité
- Le double bonheur, notamment utilisé lors des mariages.
- Pixiu est une créature mythologique, un des neuf fils du dragon, généralement porté en pendentif en jade.

#### À Hong Kong
- Le bonbon Sugus

### En Inde
- Ashtamangala, utilisé également dans tous les pays d'Asie, pratiquant le bouddhisme (tous les pays d'Extrême-Orient et Asie du Sud-Est), même en dehors du contexte bouddhique.

### Au Japon
- Le bobtail japonais
- Le kin no unko

## Liste de porte-bonheur en Europe

### Liste de porte-bonheur en Allemagne
- L'amanite tue-mouche
- Le ramoneur[1]
- Le cochon tirelire pour la nouvelle année [2]
- Le pfennig
- les coccinelles[1]
- le fer à cheval
- le trèfle à quatre feuilles[1]

### Liste de porte-bonheur en France
- La coccinelle
- Le trèfle à quatre feuilles
- Le fer à cheval
- La patte de lapin
- Le muguet de mai
- Le gui
- Le bois de senteur blanc
- Le nombre 13